# Chiqua eblisella
Chiqua eblisella là một loài bướm đêm trong họ Crambidae.